# Шазель (Шаранта)
Шазе́ль (фр. Chazelles) — коммуна во Франции, находится в регионе Пуату — Шаранта. Департамент — Шаранта. Входит в состав кантона Ла-Рошфуко. Округ коммуны — Ангулем.
Код INSEE коммуны — 16093.
Коммуна расположена приблизительно в 390 км к юго-западу от Парижа, в 105 км южнее Пуатье, в 17 км к востоку от Ангулема.

## Население
Население коммуны на 2008 год составляло 1523 человека.
| 1962 | 1968 | 1975 | 1982 | 1990 | 1999 | 2008 |
| ---- | ---- | ---- | ---- | ---- | ---- | ---- |
| 1112 | 1067 | 1065 | 1315 | 1428 | 1390 | 1523 |

## Экономика
В 2007 году среди 1007 человек в трудоспособном возрасте (15—64 лет) 738 были экономически активными, 269 — неактивными (показатель активности — 73,3 %, в 1999 году было 72,6 %). Из 738 активных работали 686 человек (376 мужчин и 310 женщин), безработных было 52 (24 мужчины и 28 женщин). Среди 269 неактивных 72 человека были учениками или студентами, 114 — пенсионерами, 83 были неактивными по другим причинам.

## Достопримечательности
- Церковь Сен-Поль[фр.] (XII век). Исторический памятник с 1977 года[3]
- Приходская церковь Сен-Мартен (XIII век)
- Пещеры Керуа[фр.]

## Фотогалерея

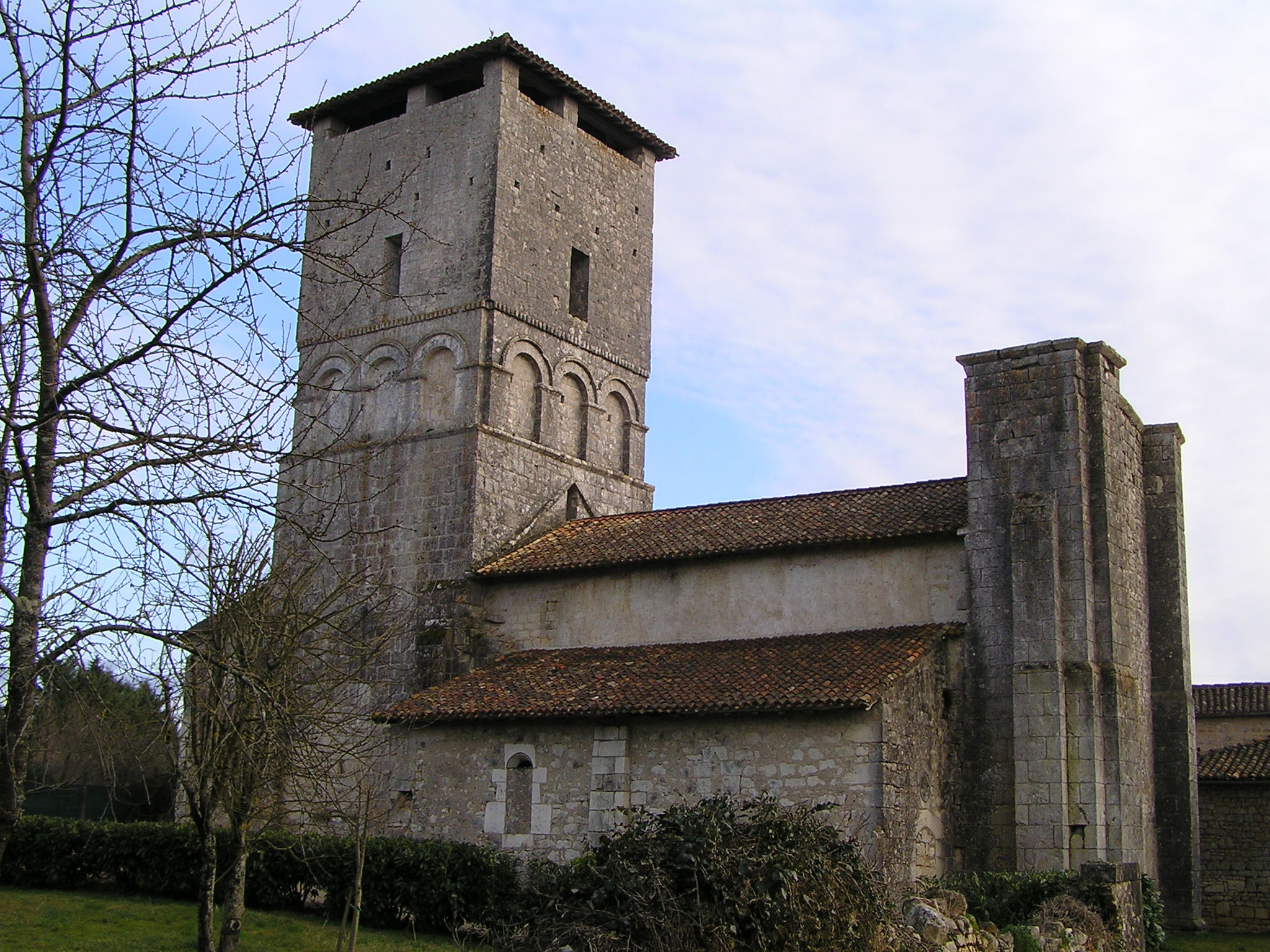
Церковь Сен-Поль
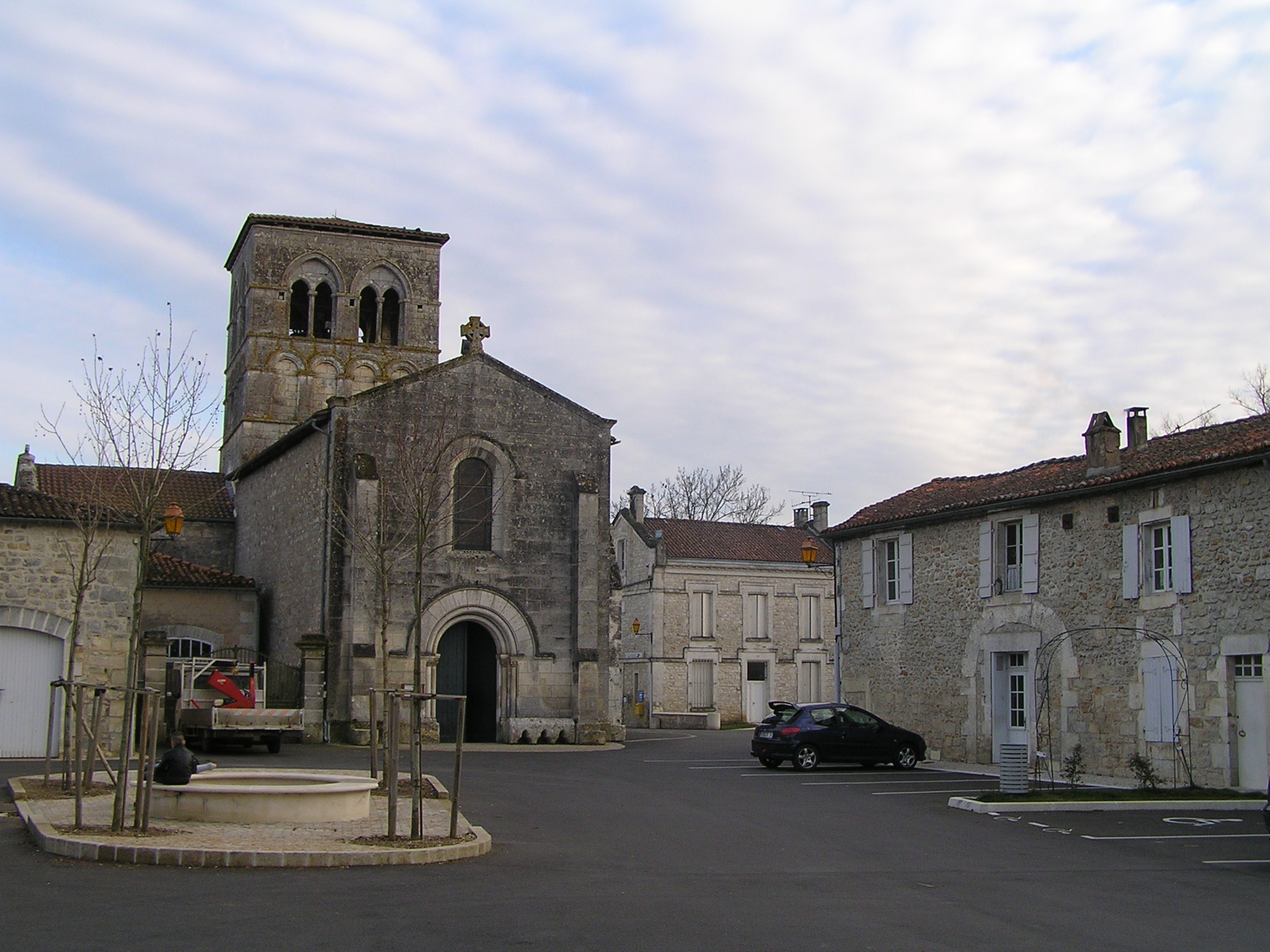
Церковь Сен-Мартен
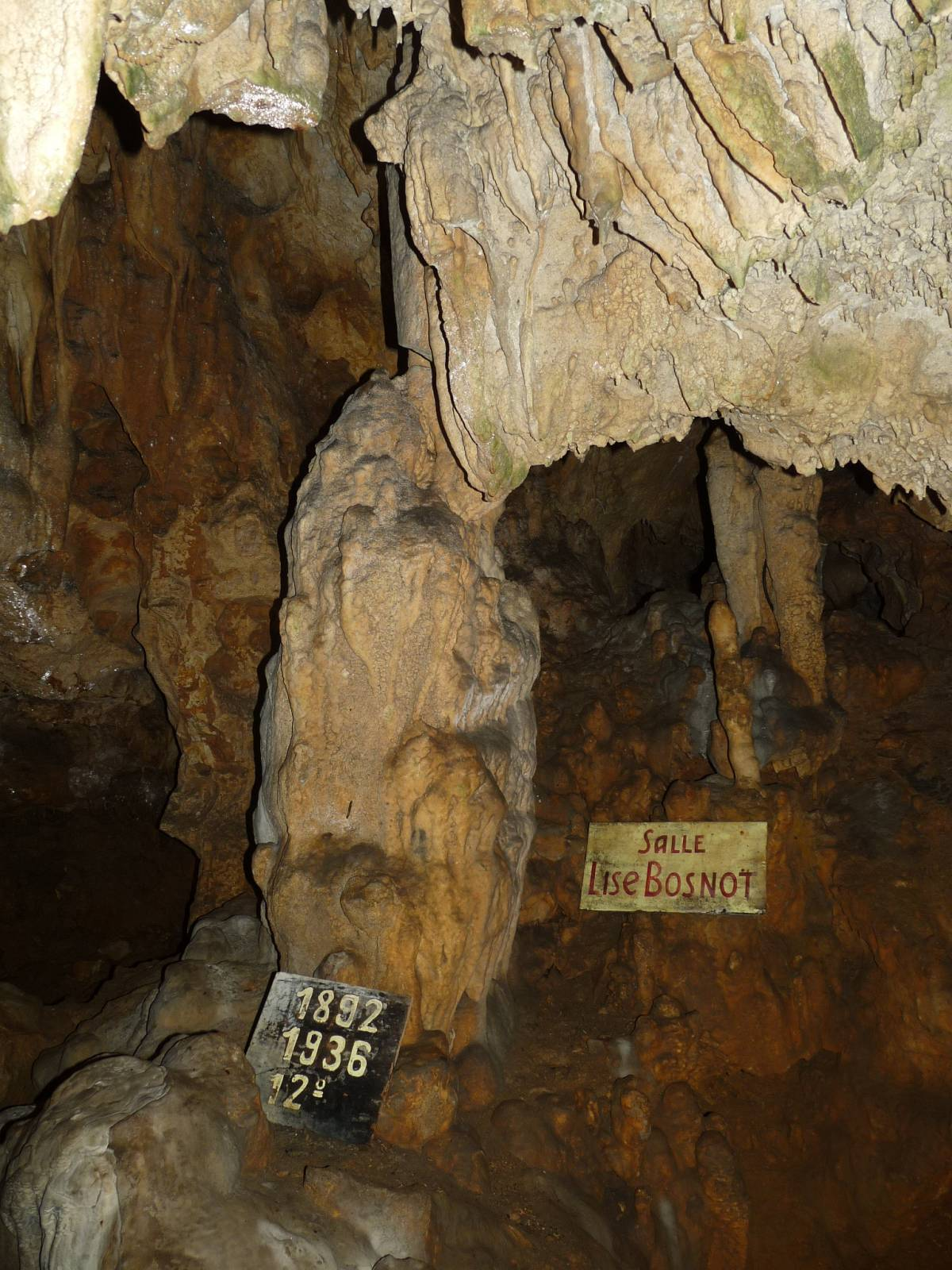
Пещеры Керуа